# Давид Гарсија (фудбалер)
Давид Гарсија Зубирија (шп. David García Zubiria; Памплона, 14. фебруар 1994) је шпански фудбалер који тренутно наступа за Осасуну. Игра на позицији одбрамбеног играча.

## Успеси
Osasuna
- Друга лига Шпаније (1) : 2018/19.[5]
- Куп Шпаније: (финале: 2022/23)[6]

Појединачни
- Иделни тим Ла лиге: 2022/23.[7]